# Річки Мексики

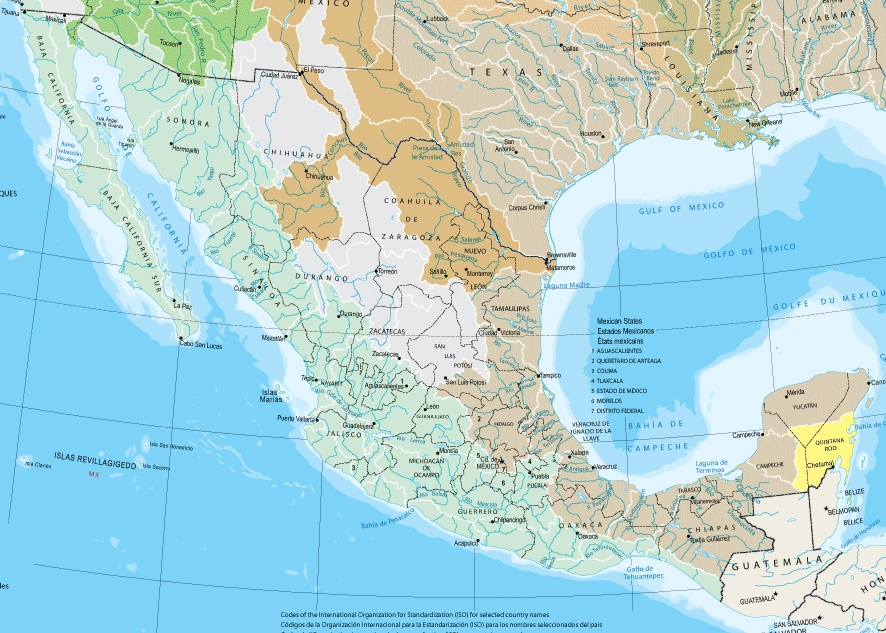
Річкові басейни в Мексиці: блакитний - басейн Тихого океану, яскраво-коричневий - басейн Ріо-Браво-дель-Норте, блідо-коричневий - решта басейну Мексиканської затоки, а жовтий - Карибського моря. Сірим кольором відзначені внутрішні (безстічні) басейни.

Список річок, що протікають по території Мексики. Із заходу Мексику омиває Тихий океан, а зі сходу - води Мексиканської затоки і Карибського моря. Деякі річки належать до безстокових  областей. Річки перераховані з півночі на південь, в дужках наведено їх інші назви.

## Басейн Мексиканської затоки

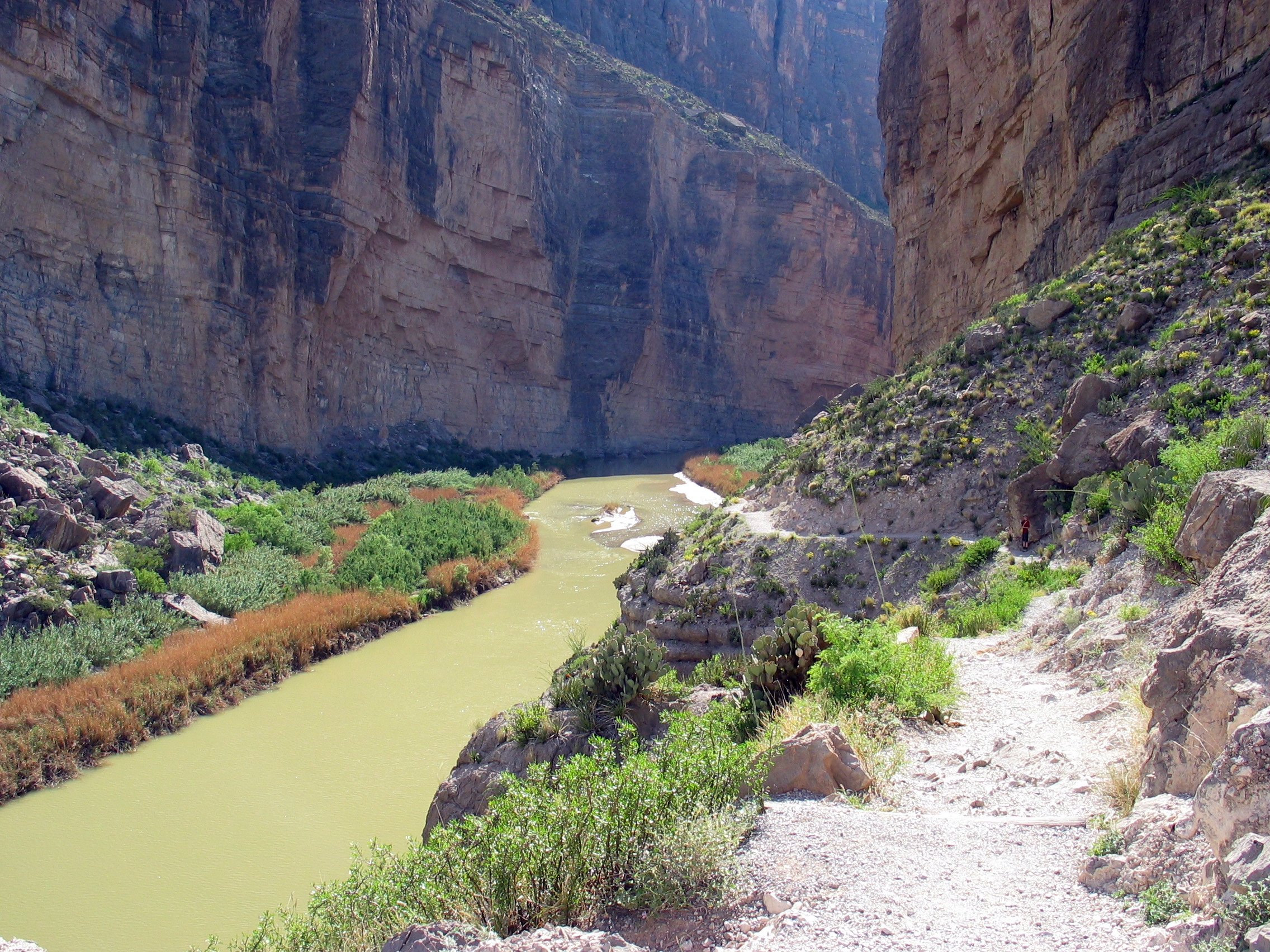
Ріо-Браво-дель-Норте, каньйон Санта-Елена

- Ріо-Браво-дель-Норте (Ріо-Гранде) - річка на кордоні із США
  - Сан-Хуан
    - Пескеро
      - Салінас

  - Ріо-Саладо
    - Сабінас-Ідальго
    - Кандела
    - Сабінас

  - Кончос
    - Чувіскар
      - Сакраменто

    - Сан-Педро
    - Флориді
      - Парраль

    - Бальеса (Сан-Хуан)

- Сан-Фернандо (Кончос)
- Сото-ла-Маріна
  - Пуріфікасьон

- Пануко
  - Тамес (Гуаялехо)
  - Чікаян
  - Санта-Марія (Тамуін, Тампоан)
    - Ріо-Верде

  - Моктесума
    - Темпоаль
    - Амахак
    - Есторас
    - Тула
- Туспан
  - Пантепек
  - Вінаско
- Касонес
- Некаха
- Наутла
  - Бобос
- Актопан
- Антигуа (Пескадос)
- Хамапа
  - Котастла (Атояк)

- Папалоапан
  - Сан-Хуан
    - Лалана
    - Тринідад

  - Тесечоакан
    - Плая-Вісенте

  - Тонто
    - Амапа

  - Санто-Домінго (річка
    - Саладо (Сапотітлан)
    - Ріо-Гранде (річка в Оахаці

  - Вальє-Насьональ
- Коацакоалькос
  - Успанапа
  - Хальтепек
  - Сарабія
  - Ель-Корте
- Тонала (Педрегаль)

- Гріхальва (Табаско, Чьяпа)
  - Усумасинта

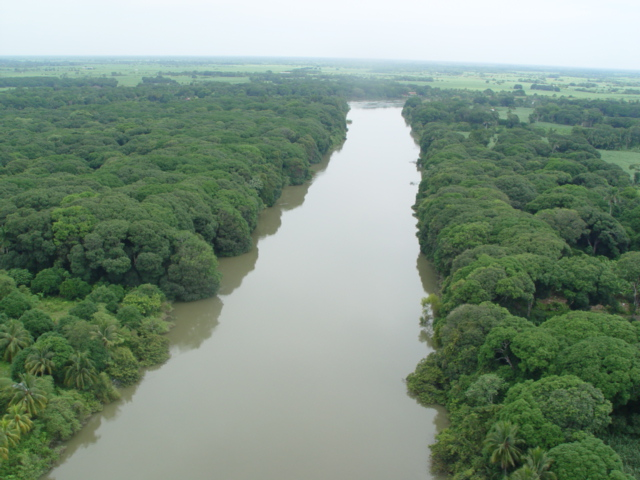
Річка Папалоапан в штаті Веракрус

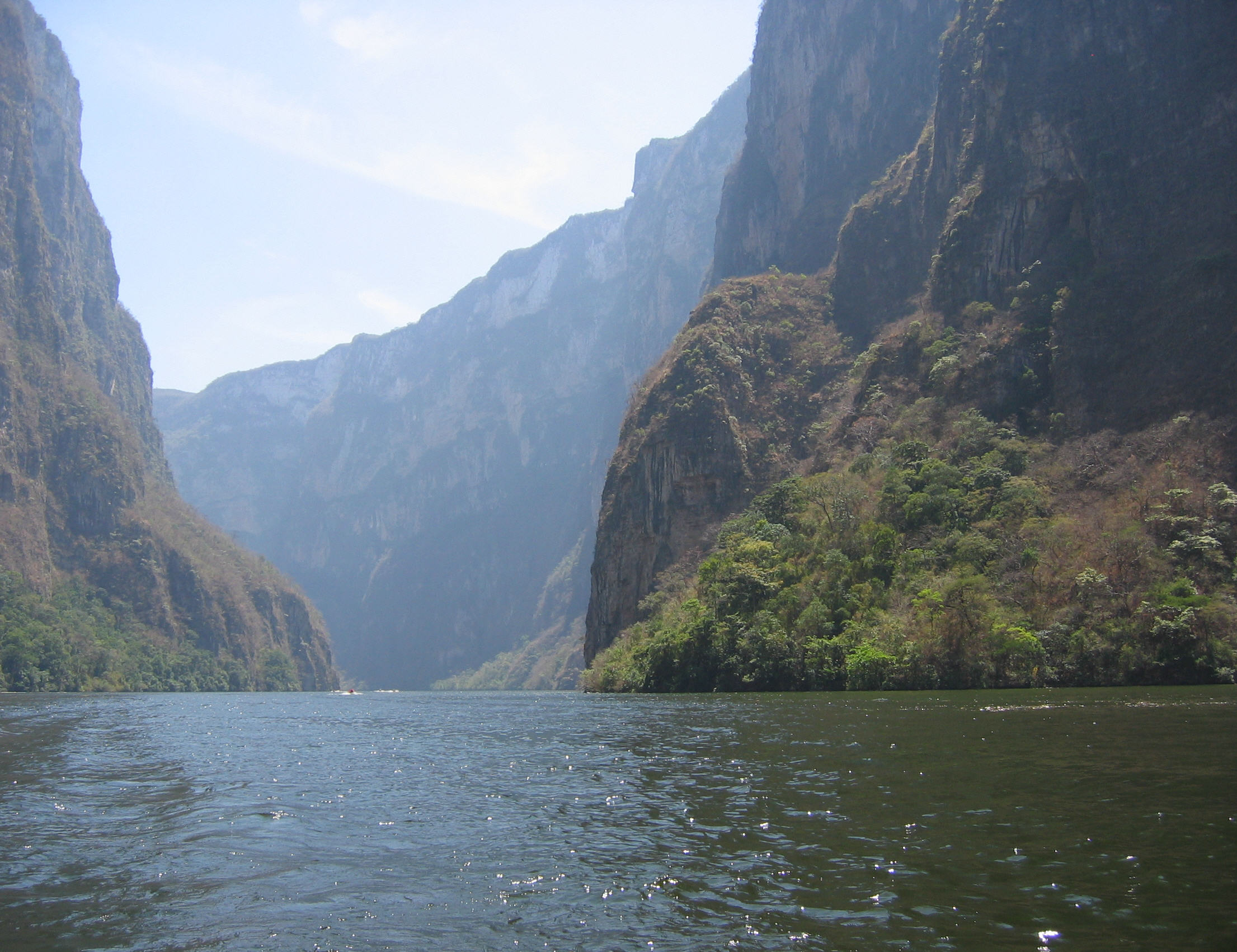
Річка Гріхальва, каньйон Сумідеро

    - Сан-Педро-і-Сан-Пабло (рукав річки)
    - Сан-Педро
    - Лакантун
      - Хатате

    - Чіхой (Салінас)

  - Туліха
  - Чілапа
  - Такотальпа
    - Теапа

  - Ла-Вента
    - Енкахонадо

  - Сучьяпа
  - Санто-Домінго
  - Куілько
- Канделарія
- Чампотон

## Басейн Карибського моря
- Ріо-Ондо - впадає в бухту Четумаль
  - Блу-Крік

## Басейн Тихого океану
- Тіхуана
  - Лас-Пальмас
- Сан-Вісенте
- Сан-Антоніо
- Дель-Росаріо
- Сан-Андрес
- Соледад
- Арройо-Саладо

- Колорадо
  - Арді
  - Хіла - протікає територією США

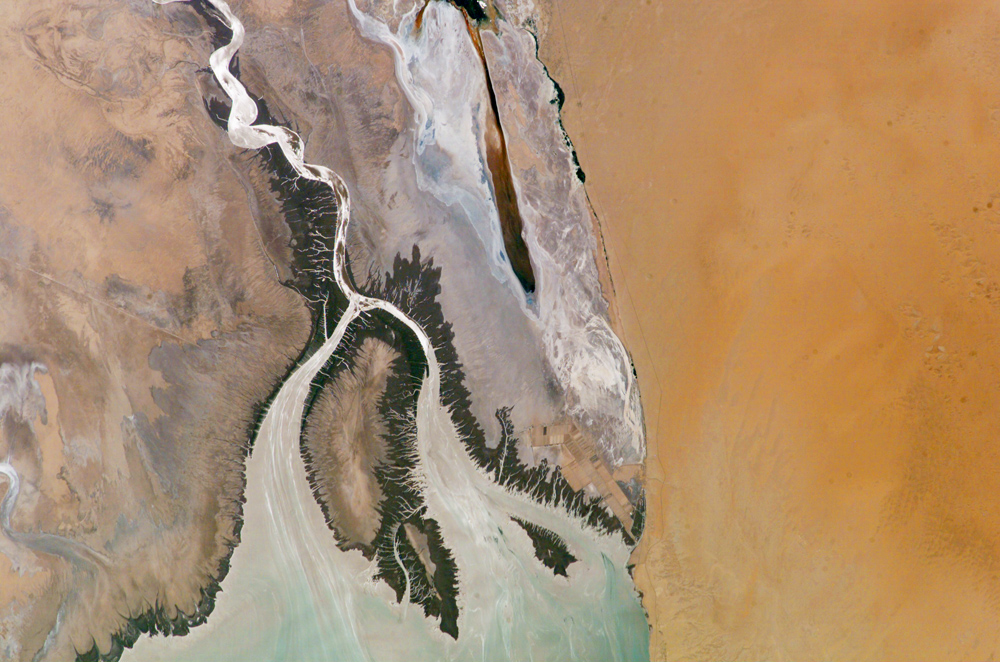
Супутниковий знімок дельти річки Колорадо, зі східного боку - піски пустелі Вівтар.

    - Санта-Круз - витік знаходиться в США, протікає дугою територією Мексики, повертається назад в США
    - Сан-Педро - витік в Мексиці
- Сонойта
- Магдалена (Концепсьон)
  - Альтар
- Сонора
  - Сан-Мігель (Оркасітас)
- Матапе (Малапі)
- Які
  - Моктесума
  - Сауаріпа
  - Бавіспе (Бавіске)
  - Арос
    - Мулатос
    - Тутуака
    - Сірупа
      - Томочік
      - Папігочік
- Майо

- Ріо-Фуєрте
  - Отерос
  - Уріка
    - Ріо-Верде
- Сіналоа (Моінора)
- Кульякан
  - Умая
  - Тамасула
- Сан-Лоренсо
- Пьястла
  - ЕЛОТ
- Пресидіо
- Балуарте
- Каньяс
- Акапонета
- Сан-Педро-Мескіталь
  - Анімас

- Ріо-Гранде-де-Сантьяго
  - Мололоа
  - Уайнамота (Хесус-Марія)
    - Атенго

  - Боланьос
    - Колотлан
      - Херес

    - Мескітік

  - Хучіпіла
    - кальвіль

  - Ріо-Верде (Сан-Педро)
    - Лос-Лагос

  - Кальдерон

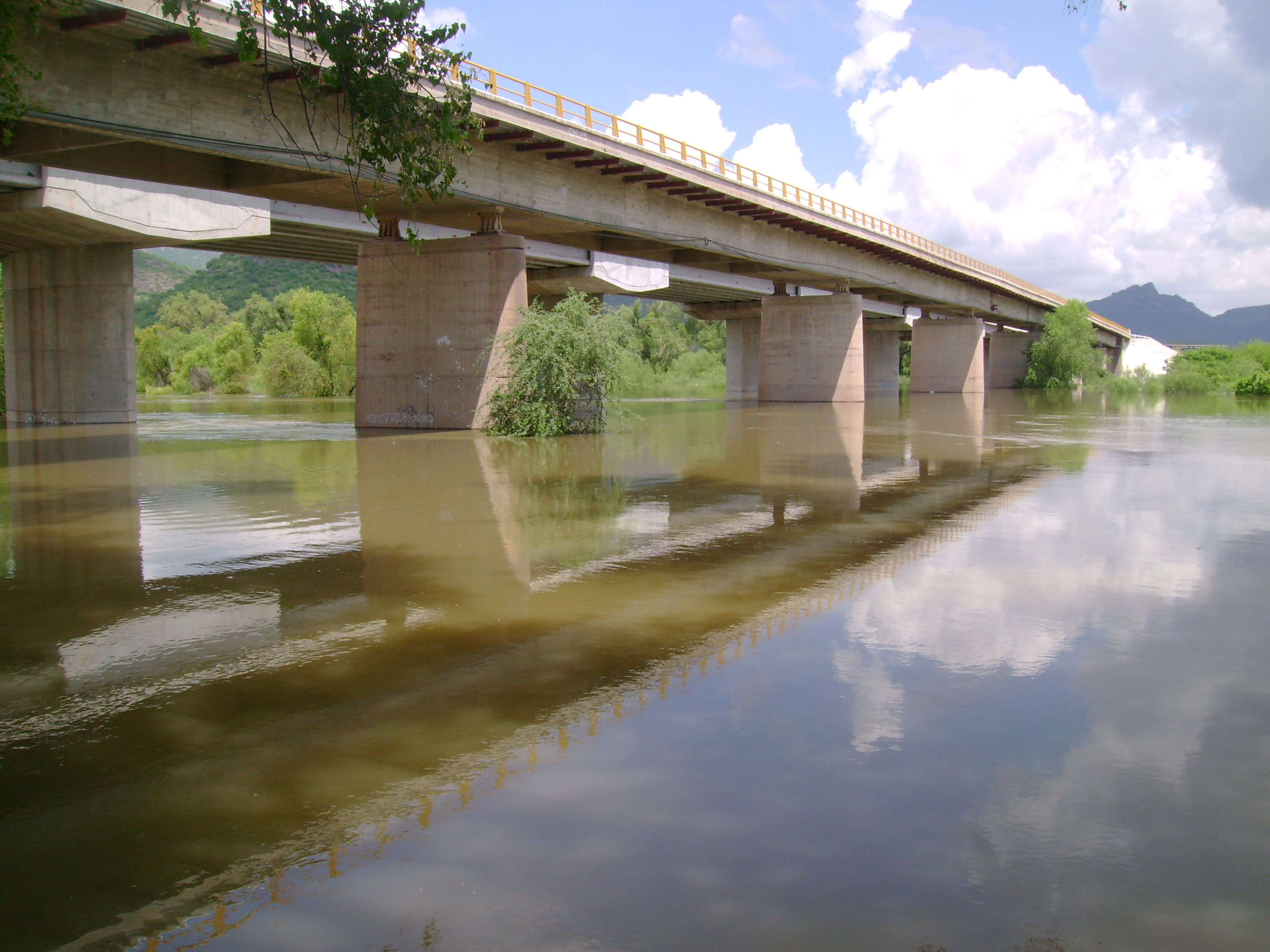
Паводок на річці Ріо-Фуєрте

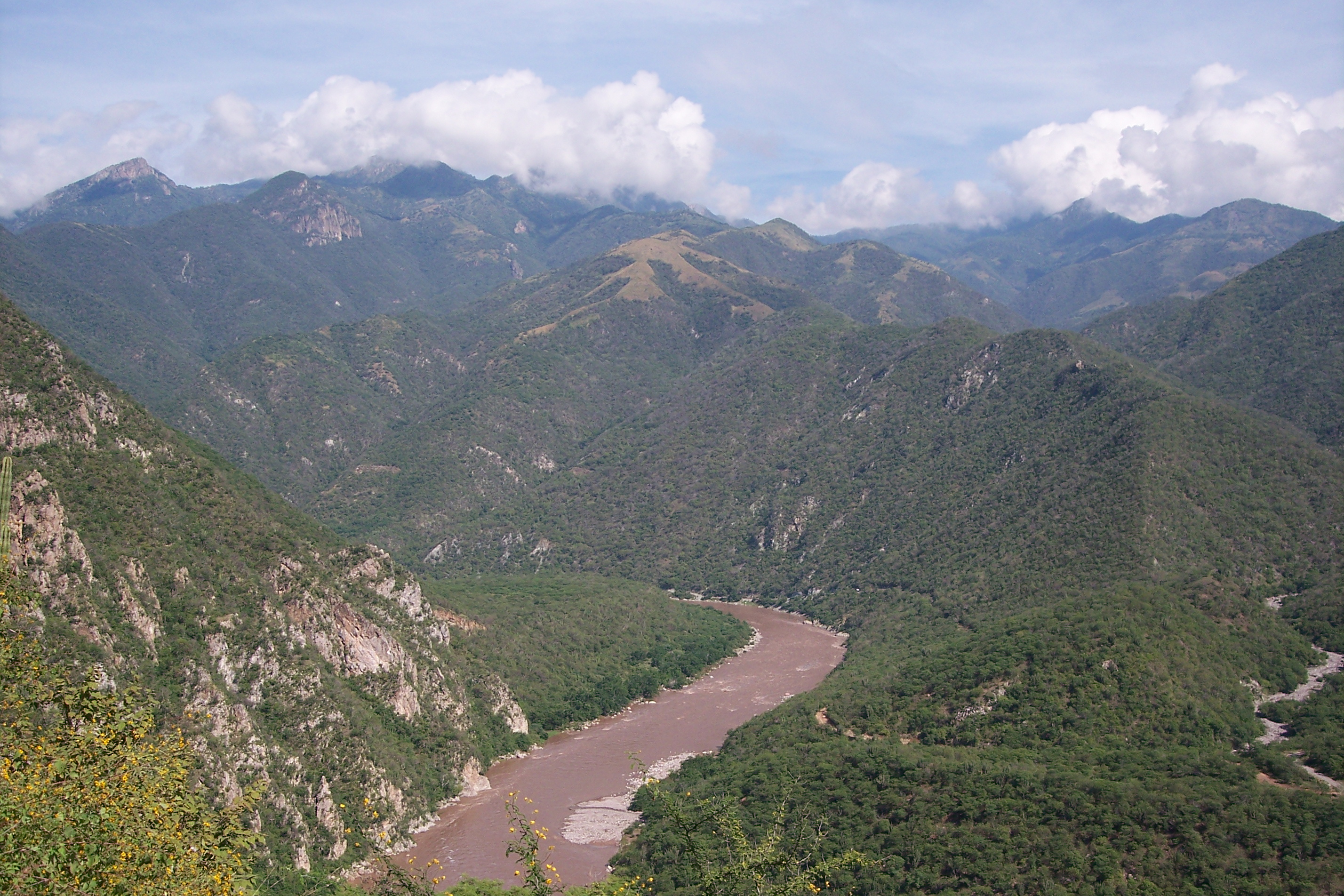
Ріо-Гранде-де-Сантьяго прокладає свій шлях через хребет Західна Сьєрра-Мадре.

  - озеро Чапала - в нього впадають декілька річок:

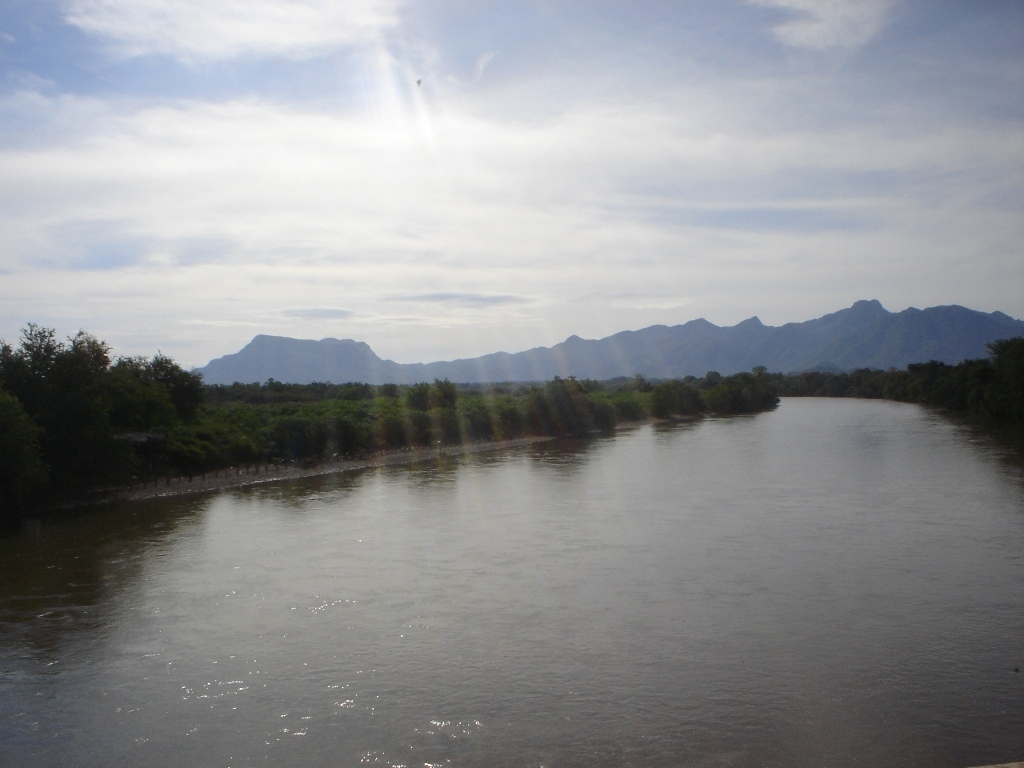
Річка Бальсас недалено від Коюка-де-Каталан, штат Герреро.

    - Лерма
      - Турбо
      - Гуанахуато
      - Апасео
        - Лаха

    - Сула
    - Уарача
    - Дуеро
- Амека
  - Маскота
  - Атенгільо
  - Ремус
- Томатлан
- Сан-Ніколас
- Пуріфікасьон
- Чака (Сіуатлан)
- Армерия (Аюку, Аютла)
- Туспан (Коауаяна)
- Коалькоман
- Агілілья

- Бальсас (Мецкала, Атояк)
  - Тепалькатепек (Ріо-Гранде)
    - Купатіціо (Дель-Маркес)

  - Ріо-дель-Оро
  - Куцамала
    - Істапан
    - Темаскальтепек
    - Бехукос

  - Амакусак
    - Яутепек

  - Тлапанеко
  - Нехапа
  - Містеку
    - Акатлан

  - Сан-Мартін
  - Сауапан
- Атояк
- Папагайо
  - Омітлан
- Ометепек
  - Кецала
- Атояк (Ріо-Верде)
  - Сордо
    - Атоякільо (Путла)
- Колотепек
- Копаліта
- Теуантепек (Кечапа)
  - Текісістлан
- Сучьяте

## Безстічні басейни
- Нью-Рівер тече в Солтон-Сі.

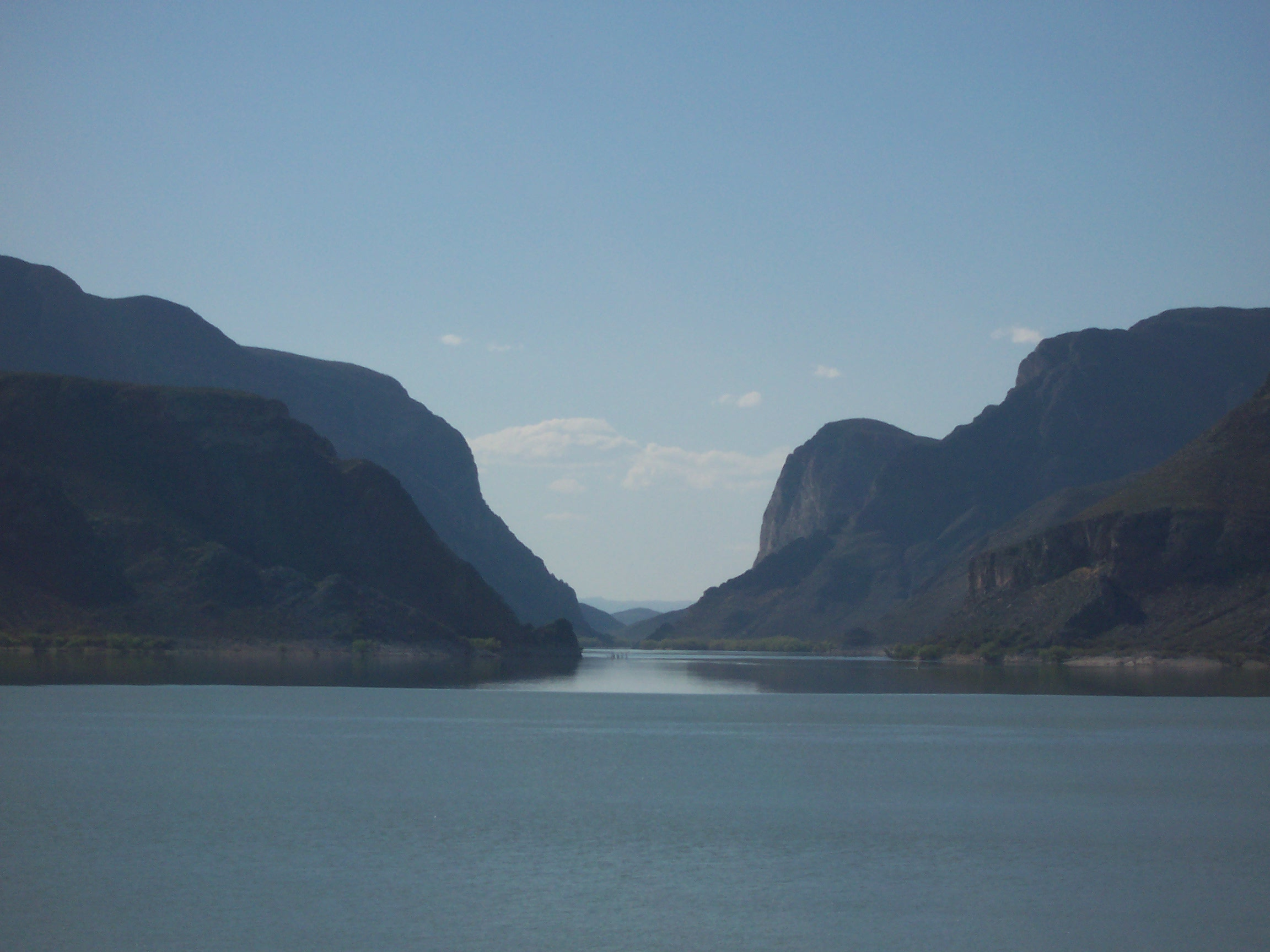
Гребля Франциско-Зарко на річці Ріо-дель-Оро.

Безстічний басейн північного Чіуауа:
- Касас-Грандес
- Санта-Марія
- Кармен (Санта-Клара)

Безстічний басейн Больсон-де-Мапімі:
- Агуанаваль
  - Трухільо
- Ріо-дель-Оро (Насас)
  - Сестрини
  - Рамос (Сантьяго)
    - Тепеуанес

## Див. Також
- Список озер Мексики
- Географія Мексики